# Пирятинський сирзавод
ТОВ «Пирятинський сирзавод» — велике підприємство харчової, зокрема сиро-молочної промисловості, розташоване в місті Пирятині Полтавської області, є складовою групи компаній «Молочний альянс»; у 2-й половині 2000-х років є провідним у своїй галузі не лише в Полтавському регіоні, а й у цілому по країні, має багато відзнак і нагород за якість і властивості продукції, яка випускається під торговою маркою «Молочний Шлях».
Генеральний директор підприємства — Бартошак Володимир Анатолійович.

## Діяльність, потужності, продукція
ТОВ «Пирятинський сирзавод» є юридичною особою, здійснює свою діяльність на основі статуту й спрямовує її на найповніше задоволення потреб населення в продовольчих товарах, поєднуючи інтереси населення і членів трудового колективу.
Головною сферою діяльності підприємства є організація закупки молока у сільгоспвиробників і населення та подальша ефективна переробка всіх його складових на високоякісний продукт.
Напрями діяльності підприємства:
- виробництво сирів твердих і плавлених;
- виробництво масла тваринного, продукції з незбираного молока;
- виробництво сухої молочної сироватки;
- оптово-роздрібна і фірмова торгівля;
- виробництво інших продовольчих товарів.

Дільниця з виробництва сиру оснащена сучасним обладнанням німецького, польського та іспанського виробництва. На дільниці прийомки молока також встановлено 4 лінії приймання молока виробництва Німеччини. Для покращення якості сировини молоко проходить через бактофугу виробництва фірми «Альфа Лаваль» (Швеція). Якісне миття обладнання забезпечують три мийні станції (СІР мийки), які працюють в автоматичному режимі.
В ТОВ «Пирятинський сирзавод» діяла система менеджменту якості згідно зі стандартом ISO 9001:2000.
Асортимент продукції, яку сьогодні виробляє Пирятинський сирзавод під торговою маркою «Молочний Шлях», становить понад 110 найменувань, із них сирів твердих понад 25 найменувань. Останніми роками (2-а половина 2000-х років) підприємство наростило обсяги виробництва сирів твердих, плавлених, а також іншої продукції і працює над розширенням асортименту та покращенням якості продукції. Станом на 2006/2007 роки Пирятинський сирзавод виробляв близько 40 тонн твердого сиру на добу. При чому основні обсяги молока переробляються на сири тверді жирні, адже питома вага сирів жирних в обсязі продукції близько 89 %, сиру «Російського» — понад 60 %.

## З історії підприємства
Сирзавод у м. Пирятині був заснований у 1920 році. Реконструйований — у 1935 році.
Після війни у 1952—54 роки було здійснено розширення заводу. Його потужність досягла 32 т продукції на добу.
У 1969—73 роках був зведений новий завод потужністю 80 т переробки молока на добу. Новозбудований Пирятинський сирзавод вже у перший рік своєї роботи посів лідируючі позиції по основному виду продукції — сиру «Російському».
У 1978 році введено в дію цех з виготовлення замінника незбираного молока, 1980 року — новий компресорний цех.

Пирятинський сирзавод (жовтень 2009)

У 1982 році відбулася чергова реконструкція технологічних цехів.
2 жовтня 2004 року шляхом реорганізації і перетворення колективного підприємства «Пирятинський сирзавод» було утворено ЗАТ «Пирятинський сирзавод», за рішенням установчих зборів його засновників.
У 2005—6 роках на заводі було проведено заміну всього виробничого обладнання.
У 2007 році на підприємстві була запроваджена повністю автоматизована лінія формування і пресування сирів іспанської фірми «Фібоса», відтак потужності підприємства з переробки молока на твердий сир зросли до 504 т на добу, тобто 50 тонн на добу сиру твердого.
У новітній історії, вже в якості ТОВ, підприємство мало багато нагород, відзнак і дипломів, зокрема 4 Національного рейтингу «Найкраща торгова марка України».
У лютому 2019 року Пирятинський сирзавод отримав сертифікат «халяль», який дозволяв експортувати продукцію до Малайзії.
Наприкінці грудня 2021 року, за підписом гендиректора заводу Володимира Бартошака, Пирятинський сирзавод надіслав листа комерційним партнерам з попередженням, що з 1 січня 2022 року — підприємство змушене буде тільки частково виконувати заявки на постачання продукції з подальшим припиненням виробництва. Серед причин були названі — збільшення вартості сировини, подорожчання пакувальної тари, але основною причиною зупинки виробництва було зазначено здорожчання ціни на газ, яка зросла у 10 разів в порівнянні з минулим роком.

## Виноски
1. ↑  ЗАТ «Пирятинський сирзавод» [Архівовано 18 травня 2013 у Wayback Machine.] на www.business-guide.com.ua (Довідник компаній України)
2. ↑  Сайт групи компаній
3. ↑  Закрите акціонерне товариство «Пирятинський сирзавод» на Всеукраїнський конкурс-виставка «Найкращий вітчизняний товар року»
4. ↑  Пирятинський сирзавод // // За ред. А. В. Кудрицького. Полтавщина : Енцикл. довід.. — К. : УЕ, 1992. — С. 1024. — ISBN 5-88500-033-6. — с. 667
5. ↑  Пирятинський сирзавод на сайт групи компаній «Молочний альянс»
6. ↑  Віталій Царьов (8 лютого 2019). Компанія “Молочний альянс” отримала сертифікат для експорту до Малайзії. Національний промисловий портал. Процитовано 2 травня 2019.
7. ↑  Великий український виробник сиру згортає виробництво через високі ціни на газ. 28.12.2021, 16:51
8. ↑  Спочатку скоротять виробництво, а потім зупинять: на Полтавщині закривають сирзавод. 26.12.2021, 13:45